# Goudbruine muismaki
De goudbruine muismaki (Microcebus ravelobensis)  is een zoogdier uit de familie van de dwergmaki's (Cheirogaleidae). De wetenschappelijke naam van de soort werd voor het eerst geldig gepubliceerd door Zimmermann, Cepok, Rakotoarison, Zietemann & Radespiel in 1997.

## Voorkomen
De soort komt voor in Madagaskar.